# Kika Llorens
Alcira Ángela Llorens Espinola, detta Kika (Puerto Sastre, 14 luglio 1943), è un'ex cestista paraguaiana.

## Carriera
Con il Paraguay ha disputato i Campionati mondiali del 1964 e ha vinto la medaglia d'oro ai Campionati sudamericani del 1962.